# سیارک ۵۱۴۷
سیارک ۵۱۴۷ (به انگلیسی: 5147 Maruyama، نامگذاری:1992BQ) پنج هزار و صد و چهل و هفتمین سیارک کشف شده‌است که در ۲۸ ژانویه ۱۹۹۲ کشف شد.
قدر مطلق سیارک برابر ۱۲٫۴۰ است.